# Stenoptilodes debbiei
Stenoptilodes debbiei là một loài bướm đêm thuộc họ Pterophoridae. Nó được tìm thấy ở Ecuador.
Sải cánh dài khoảng 26 mm. Con trưởng thành bay vào tháng 6.